# Johannes Schmidt (biolog)
Ernst Johannes Schmidt, Johs. Schmidt, född 2 januari 1877 i Jægerspris, död 21 februari 1933, var en dansk biolog. 
Schmidt tog magisterkonferens i botanik 1898, var 1902–1909 assistent vid Köpenhamns universitets växtanatomiska laboratorium och biolog vid de internationella havsforskningarna samt blev 1910 direktör för Carlsberg Laboratoriums fysiologiska avdelning. 
Han blev filosofie doktor 1903 på en avhandling om mangroveträden, men kom sedan övervägande in på fiskeri- och havsundersökningar och utgav på detta område många arbeten, bland annat de epokgörande Contributions of the Life-History of the Eel (1906), Remarks on the Metamorphosis and Distribution of the Larvæ of the Eel och Race-undersøgelser (1917). Han deltog i flera vetenskapliga expeditioner och beskrev deras resultat. 
Schmidt var systerson till kemisten Johan Kjeldahl. Schmidt är begraven på Vestre Kirkegården i Köpenhamn.

## Utmärkelser
Schmidt tilldelades bl.a. följande utmärkelser:
- 1908: Riddare av Dannebrogorden
- 1918: Medlem av Videnskabernes Selskab
- 1922: Dannebrogsmand
- 1923: Hedersdoktor vid University of Liverpool
- 1930: Förtjänstmedaljen i silver
- 1930: Darwinmedaljen
- 1932: Kommandör av 2:a graden av Dannebrog